# Tanfield Lea
Tanfield Lea är en by i civil parish Stanley, i kommunen Durham i grevskapet Durham, i England. Byn är belägen 15 km från Durham. Byn hade 2 401 invånare år 2021.